# Arztpraxis

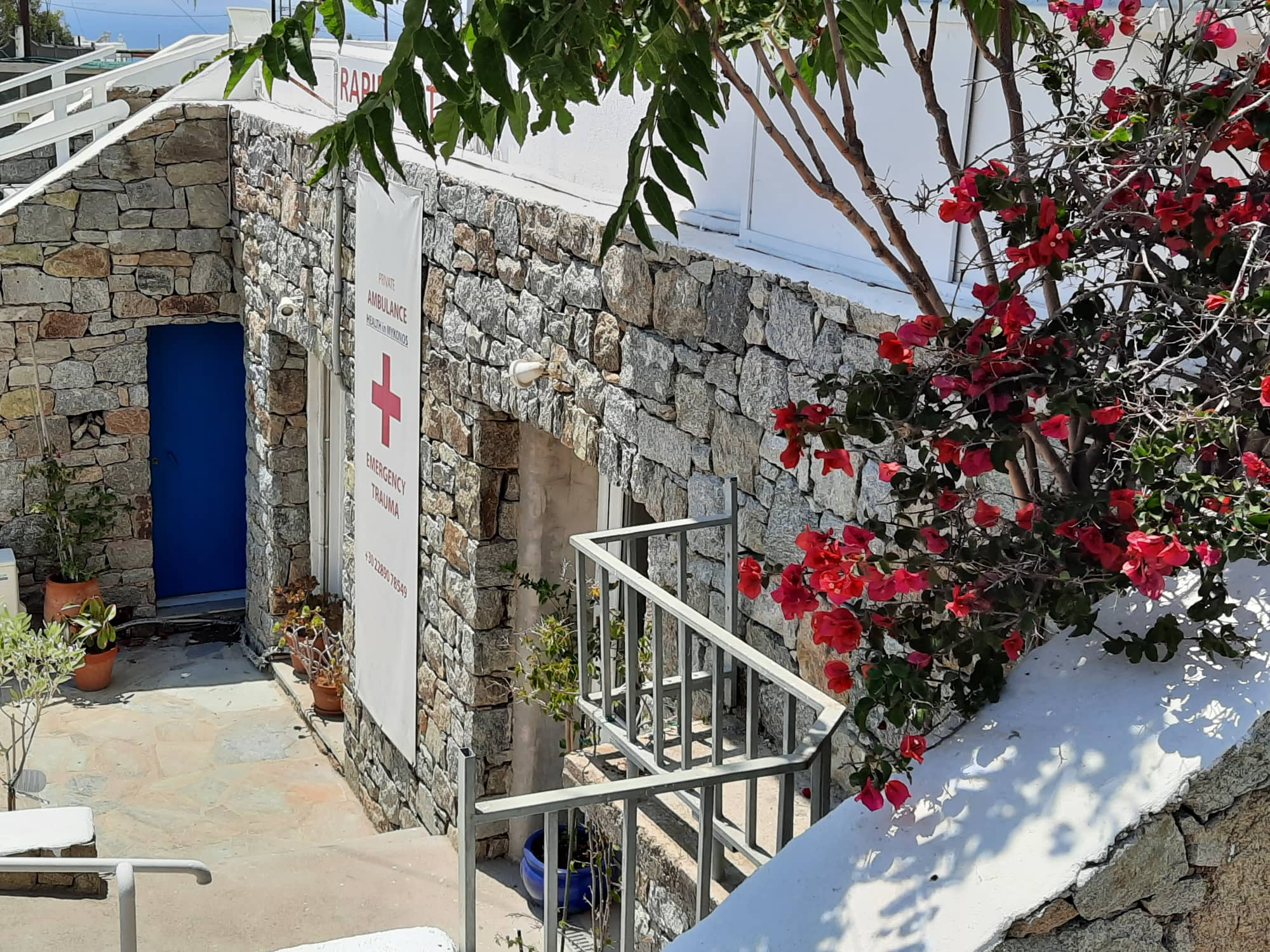
Trauma-Praxis in Mykonos

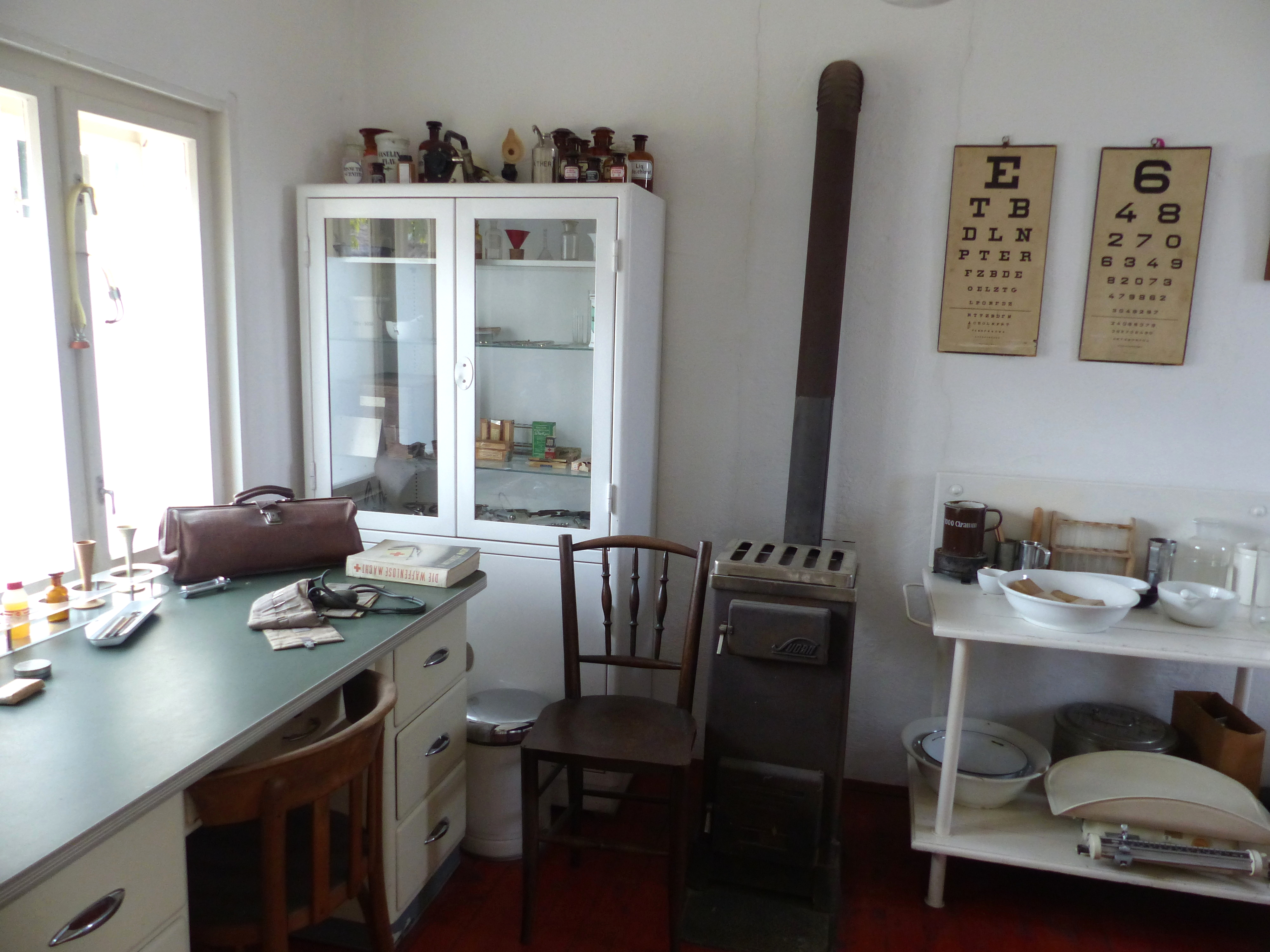
Museale, aber typische Landpraxis im Burgenland

Eine Arztpraxis, in Österreich auch Ordination genannt, umfasst die Räumlichkeiten eines niedergelassenen (praktizierenden) Arztes, in denen er Patienten empfängt, berät, untersucht und therapiert. Eine Arztpraxis ist ein freiberuflicher Wirtschaftsbetrieb.

## Ausstattung

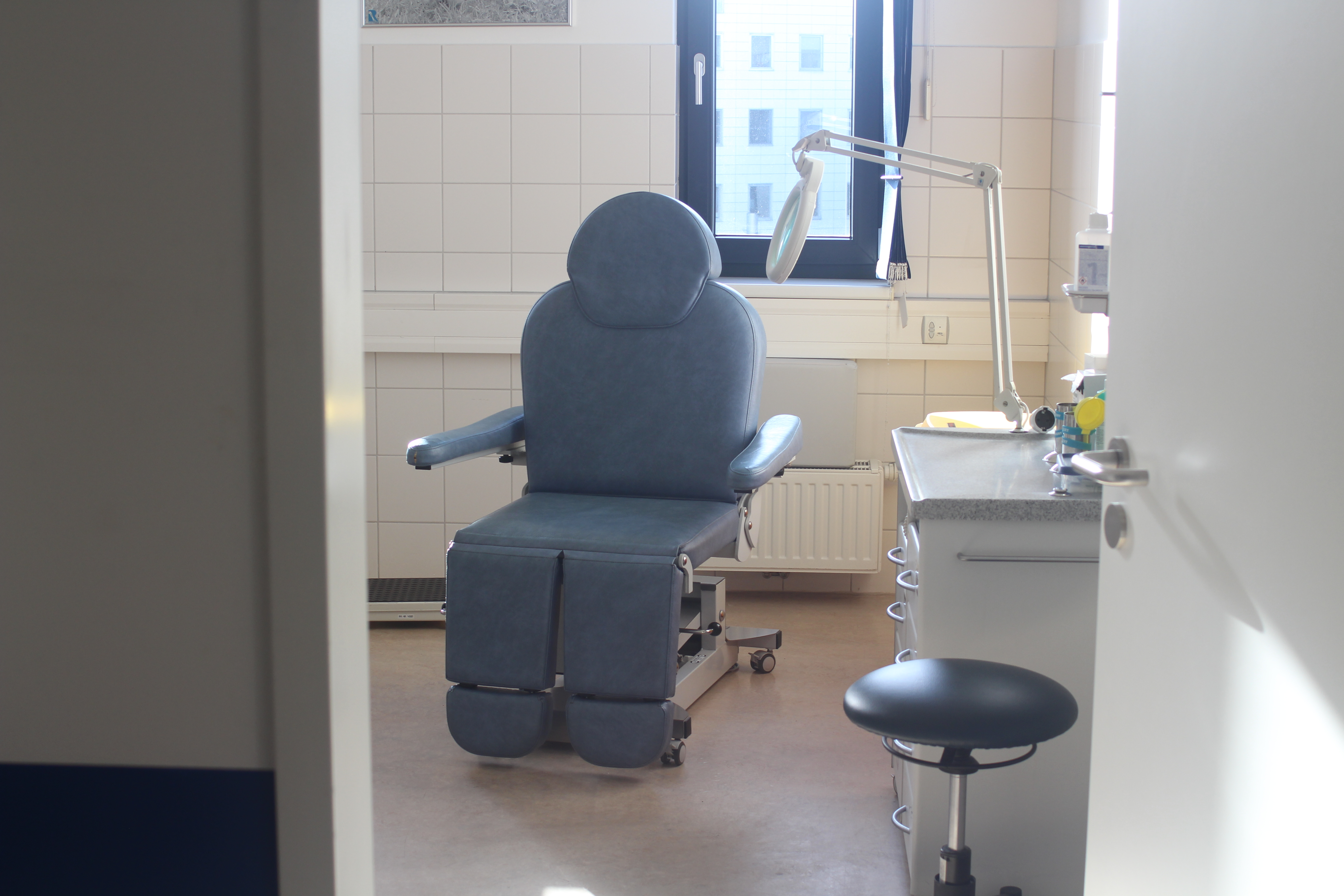
Behandlungszimmer einer Arztpraxis in Neuss

Arztpraxen sind je nach Fachrichtung unterschiedlich ausgestattet. Sie bestehen zumeist aus mehreren Räumen, wie zum Beispiel dem Empfang, dem Wartezimmer und dem Sprechstundenzimmer. Moderne Praxen verfügen meist über mehrere Behandlungsräume, auch wenn nur ein Arzt praktiziert. Dies hat organisatorische Gründe und dient unter anderem der Zeiteinsparung für den Arzt bei einem Wechsel der Patienten (Aufrufen, Aus- und Ankleiden, Untersuchungen und Testverfahren durch Assistenzpersonal, Wirk- und Ruhezeiten bei Therapien wie Akupunktur, Einweisung und Schulung usw.). Daher sind fast immer auch Funktionsräume vorhanden, in denen kein ausführliches Beratungsgespräch geführt werden soll, sondern hauptsächlich Injektionen verabreicht, Verbände gewechselt oder kleinere Anwendungen und apparative Diagnostik durchgeführt werden. 
Selten geworden ist ein sogenanntes Einzellabor. Meist beschränken sich die in der Praxis ausgeführten Analysen auf die Auswertung von Trockenchemie, Blutgerinnungstests und wenige andere Bestandteile des sogenannten „kleinen Labors“.

## Nichtärztlicher Bereich
In Arztpraxen befinden sich heute neben der medizinischen Einrichtung auch komplette Büroeinrichtungen wie Computer, Telefonanlagen u. ä. In den Praxen arbeitet neben dem Arzt ein sogenanntes nichtärztliches Fachpersonal, im herkömmlichen Sprachgebrauch auch Arzthelferin genannt. Diese Fachkräfte befassen sich neben der Assistenz im medizinischen Bereich auch mit dem Alltags-Bürogeschäft (Terminvereinbarung, Patientenaufrufe, Schriftverkehr, Abrechnungen usw.). Der umgangssprachliche Begriff „Sprechstundenhilfe“ ist antiquiert, der ursprüngliche Anlern- und seit 1965 mehrfach überarbeitete Lehrberuf Arzthelfer heißt in Deutschland seit 2006 „Medizinischer Fachangestellter“, der vergleichbare Beruf in der Schweiz „Medizinischer Praxisassistent“.
Die erste „Arztsoftware“ mit branchenspezifischen Anwendungen war schon in der ersten Hälfte der 1980er Jahre in Deutschland vereinzelt im Einsatz, obwohl Kassenärztliche Vereinigungen ihren Mitgliedern damals noch davon abrieten. Man wollte zu diesem Zeitpunkt die Programmentwicklung vorerst mit den Herstellern abstimmen, um zu einheitlichen, ausgereiften und sicheren Lösungen zu kommen und hielt die Zeit zur allgemeinen Einführung eines Systems noch nicht für gekommen. Auch gegen die Abgabe der Quartalsabrechnungen auf Datenträgern hatte man noch erhebliche datenschutzrechtliche Einwände. Heute ist die elektronische Abwicklung administrativer und medizinisch-unterstützender Aufgaben nicht mehr wegzudenken. Auch Telematik bzw. Telemedizin ist seit Jahren ein Thema, das Arztpraxen nicht unberührt lässt.

## Kooperationsformen
Aus Kostengründen (Geräte, Miete, Personal) haben sich viele Ärzte dazu entschieden, Berufsausübungsgemeinschaften, Gemeinschaftspraxen oder Praxisgemeinschaften zu betreiben. In Deutschland ist durch die jüngste Gesundheitsreform das Medizinische Versorgungszentrum als eine neue Organisationsform eingeführt worden. Zu den Unterschieden vgl. dort. Zu Details s. a. Vertragsarztrechtsänderungsgesetz. 
Auch die Rechtsform der Partnerschaft ist für Arztpraxen in Deutschland möglich.

## Sonderformen

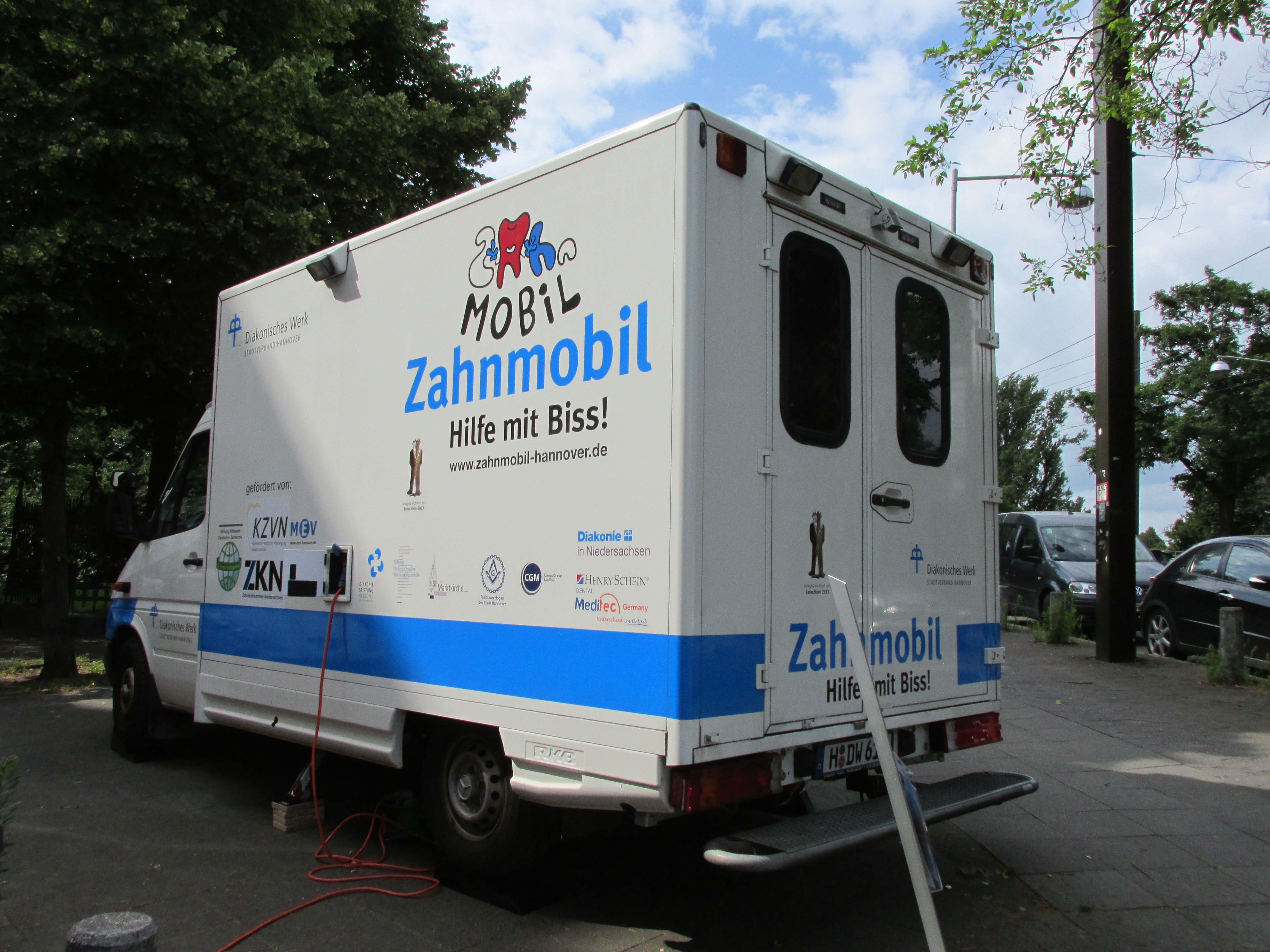
Mobile Zahnarztpraxis Zahnmobil in Hannover

In der Wohlfahrtshilfe dienen sogenannte Obdachlosenmobile als mobile Arztpraxen. Das sind Sanitätsfahrzeuge, die zu den Obdachlosen fahren, um dort für mittellose Patienten kostenfrei medizinische Hilfe durch einen Arzt zu bieten. Eine bekannt gewordene Einrichtung ist in Berlin das Gesundheitszentrum für Obdachlose in der Pflugstraße. In derartigen Behandlungsstätten arbeitet medizinisches Personal teils ehrenamtlich, teils werden von Einrichtungen und Einzelpersonen die Sachmittel bereitgestellt und auch personelle Kosten und sonstige Bedarfe über Spenden abgedeckt. In der Regel ist dies mit einer Drogenberatung verbunden.
Als erste derartige Institution in Deutschland gibt es seit dem 3. März 2008 in Hamburg ein „Zahnmobil“, eine mobile Zahnarztpraxis, die Wohnungslosen und Minderbemittelten Behandlung anbietet. Betreiber ist die Caritas. Allerdings sind Zahnmobile oder Klinomobile auch aus anderen deutschen Regionen und sogenannten Entwicklungsländern bekannt.
Reguläre Klinikambulanzen (nicht zu verwechseln mit der Notaufnahme eines Krankenhauses) an stationären Einrichtungen (auch in Westdeutschland wurde hierfür teilweise vor der Wende der Begriff Poliklinik verwendet, vor allem an Universitätskrankenhäusern mit stark spezialisierten Fachambulanzen) bieten nur teilweise Sprechstunden für sogenannte Kassenpatienten, in denen die Leistungen auf der Basis von Überweisungsscheinen, ausgestellt von niedergelassenen Vertragsärzten, abgerechnet werden können. Hierfür sind spezielle Verträge, Zulassungen oder Ermächtigungen erforderlich. Mit einer Krankenhauseinweisung, ausgestellt vom Vertragsarzt, kann die Ambulanz auch ohne besondere Zulassung Untersuchungen und Behandlungen als prä- oder poststationäre Leistung abrechnen. Außerdem können leitende Ärzte in Kliniken Privatsprechstunden für Selbstzahler oder Privatpatienten abhalten. Über den finanziellen Ausgleich für die Mitnutzung des Klinikpersonals und der Sachmittel einigen sich die liquidationsberechtigten Ärzte mit dem Krankenhausträger (der Betreibergesellschaft).
Andere Dienste, bei denen die Abgrenzung auch schwerfällt und fließende Übergänge anzunehmen sind, sind beispielsweise der Hafen- und Flughafenärztliche Dienst, mit dem in Hamburg früher auch die Zentrale Beratungsstelle für die Überwachung der männlichen und weiblichen Prostitution verbunden war. Erster Hamburger Hafenarzt war Bernhard Nocht. Von 1961 bis 1990 war der Schifffahrtsmediziner, russisch-orthodoxe Erzpriester und Betriebsarzt Arnold Backhaus in diesem Dienst tätig, davon langjährig in leitender Funktion.
Als Anlaufstelle für männliche Prostituierte leistet in Hamburg das Basis-Projekt (gegründet 1986, seit 2005 Betriebsteil Basis des durch Zusammenschluss entstandenen Trägers basis & woge e. V.) auch medizinische Grundversorgung (dieses niedrigschwellige Hilfeangebot nennt sich Doktor Georg, medizinische Hilfe für Stricher, mit einer wöchentlichen ärztlichen Sprechstunde, ohne Terminabsprache, ohne Versichertenkarte). Eine virtuelle Sprechstunde für „Taschengeldjungs“, die vorwiegend oder ausschließlich im Internet als „Escort“ unterwegs sind, organisiert über den Verbund gleichartiger Anlaufstellen, gibt es auch.
Ab 20. Januar 2010 eröffnete „Deutschlands erster Armen-Arzt“ Uwe Denker seine „Praxis ohne Grenzen“ in Bad Segeberg. Hier werden Bedürftige kostenlos behandelt. Das Projekt, in Kooperation mit der Segeberger Tafel realisiert, wurde Ende 2010 von der Tafel getrennt und wird seitdem von einem gemeinnützigen Verein durch Spenden finanziert.

## Wirtschaftliche Aspekte
Ein niedergelassener Arzt verdiente nach Angaben des statistischen Bundesamts Destatis 2021 durchschnittlich 19.700 Euro monatlich. Der Reinertrag je Praxisinhaber habe rund 237.000 Euro im Jahr betragen. Nach Angaben des Verbands der kassenärztlichen Vereinigungen entspreche das einer Einkommenssteigerung seit der vorherigen Erhebung 2019 von 5 Prozent im Jahr.
Es gibt rein privatärztliche und kassenärztliche Praxen. Letztere behandeln in der Regel auch Privatpatienten oder Selbstzahler. Zugelassene Vertragsärzte (früher Kassenärzte der Primärkassen und Vertragsärzte der Ersatzkassen) haben überwiegend noch kollektive Verträge mit den Versicherungsträgern der gesetzlichen Krankenversicherung (GKV) und diversen weiteren Kostenträgern, wobei GKV-Versicherte den Hauptanteil der Behandlungsfälle und damit Anwendungsfälle des gesamten Vergütungssystems stellen. Sonderregelungen für Behandlungen zu Lasten der gesetzlichen Unfallversicherungsträger, der Polizeien, der Bundeswehr, der Verwaltungen für den Zivildienst und die Berufsfeuerwehren und andere Beamtengruppen betreffen nur einen relativ kleinen Teil des gesamten Volumens abzurechnender Leistungen. Sie sollten aber erwähnt werden, zumal immer wieder die Abschaffung der Kassenärztlichen Vereinigungen als politische Forderung oder organisatorische Idee im Raume steht. Vor 1934 gab es noch eine viel größere Anzahl von Gruppen- und Einzelverträgen der Krankenkassen mit ihren ärztlichen und sonstigen Vertragspartnern. In letzter Zeit kommen noch Sonderverträge über Hausarztmodelle, Integrierte Versorgung, Disease Management Programme (DMP), sogenannte Wahltarife etc. hinzu, so dass sich die Vertragslandschaft immer bunter gestaltet. Mit Wahltarifen im zahnmedizinischen Bereich versuchen GKV-Träger, durch im Ausland (China, Singapur) gefertigten Zahnersatz Kosten zu sparen. Sie treffen hierüber besondere Vereinbarungen mit den teilnehmenden Zahnärzten. Vermutlich wird hierbei auch ein abweichendes Honorar vereinbart (Stand März 2009).
Zuletzt verlor die Behandlung von Privatpatienten für niedergelassene Ärzte an Bedeutung. Im Vergleich der Jahre 2011 und 2015 sanken die Einnahmen einer Praxis aus Privatabrechnungen um fast drei Prozent auf durchschnittlich 133 000 Euro. Bei der Behandlung gesetzlich Versicherter zeigt sich ein gegenläufiger Trend: Hier stiegen die Praxiseinnahmen im gleichen Zeitraum um 7,5 Prozent auf durchschnittlich 357000 Euro pro Praxis.
Privatärzte sind dagegen prinzipiell nicht an Verträge mit Versicherungsunternehmen oder anderen Kostenträgern, die mit dem Patienten nicht identisch sind, gebunden. (Etwas anders sieht das bei der Teilnahme am Hausarztmodell der privaten Krankenversicherer aus. Und natürlich basiert die Untersuchung, Beratung und Behandlung immer auf einem Behandlungsvertrag, der in jedem Fall zustande kommt, egal, ob der Patient sozial, privat oder gar nicht krankenversichert ist. Hieraus leiten sich dann auch Rechte und Pflichten beider Seiten ab.) Für die Abrechnung gilt dann nahezu ausschließlich die vom Gesetzgeber erlassene Gebührenordnung für Ärzte (GOÄ) bzw. Zahnärzte (GOZ) einschließlich der Möglichkeiten analoger Bewertungen nicht aufgeführter, neuer Leistungen. Für das Arzt-Patienten-Verhältnis sind im Übrigen allgemeine gesetzliche Bestimmungen über den Vertrag (Behandlungsvertrag) maßgebend, die auch für die Behandlung sozial Krankenversicherter gelten. Hinzu kommen allgemeine und berufsrechtliche Vorschriften über Haftung und Berufsgeheimnis. (Die Aufzählung ist nicht erschöpfend. Allein das hier mit relevante Arzt- und Arzthaftungsrecht ist mittlerweile ein recht umfängliches Fachgebiet.)
Die Vergütung medizinischer Gutachter oder Sachverständiger durch verschiedene öffentliche oder auch private Kostenträger wie Versicherungsgesellschaften, Behörden, Gerichte ist sehr unterschiedlich geregelt. Zwar enthält die gesetzliche Gebührenordnung für Ärzte Positionen für Gutachten, jedoch treffen viele Auftraggeber eigene Vereinbarungen mit den für sie tätigen Gutachtern. Noch anders gestaltet sich die Finanzierung des früheren Vertrauensärztlichen Dienstes (heute: Medizinischer Dienst der Krankenversicherung), für den auch zahlreiche externe Gutachter tätig sind. Es hat überdies wiederholt auch die Einstellung von beratenden Ärzten durch Krankenkassen direkt gegeben. Abrechnungsziffern für wissenschaftliche Gutachten sind außerdem im Vertragswerk der gesetzlichen Krankenversicherungsträger mit den Kassenärztlichen Vereinigungen und weiteren Kostenträgern enthalten. Diese Angaben gelten für Verhältnisse in der alten Bundesrepublik bis 1990. Weitgehend wurden sie unverändert oder nur geringfügig abgewandelt auf die neuen Bundesländer übertragen. Zum Beispiel wurden dort flächendeckend Medizinische Dienste der Krankenversicherung eingerichtet (jedoch in der Rechtsform eines eingetragenen Vereins, nicht als Körperschaft öffentlichen Rechts wie in den Altbundesländern, wo diese Dienste, die seit etwa 1934 Strukturteil der Landesversicherungsanstalten waren, etwa 1988 ausgegliedert wurden).
In der DDR hat es immer einige private Arztpraxen gegeben. Das vom Staat bevorzugte Modell war aber die Poliklinik. Nach der Wende 1989/1990 wurde die Gründung neuer Arztpraxen wieder möglich und die Konditionen glichen sich denen in den Altbundesländern weitgehend an. Allerdings galten für die Vergütung ärztlicher Leistungen andere Preise. Noch Anfang der 2000er Jahre bekam ein Zahnarzt in Herrnburg, an der Lübecker Stadtgrenze in Mecklenburg-Vorpommern gelegen, weniger Geld für seine Arbeit als ein Zahnarzt wenige Hundert Meter entfernt im Lübecker Stadtgebiet.
Es ist mehrfach von den Vertragsärzten der GKV der Politik gegenüber angedroht worden, sie würden ihre Kassenzulassungen zurückgeben, wenn bestimmte Forderungen nicht erfüllt würden. Zumindest in Einzelfällen haben sich Ärzte auch zur Aufgabe der Kassenpraxis entschieden und sind nur noch privatärztlich tätig. Oder sie sind als Medical Adviser in die Industrie gegangen oder haben sich bei der Einführung der Pflegeversicherung (1995/1996) als Gutachter anstellen lassen und dafür ihre nicht mehr rentable Praxis aufgegeben. Seit Jahren wird auch darüber berichtet, dass Medizinstudenten nach beendeter Ausbildung Deutschland verlassen, weil sie in verschiedenen europäischen (teilweise auch außereuropäischen) Ländern bessere Verdienstmöglichkeiten und auch günstigere, attraktivere Arbeitsbedingungen vorfinden.
In Österreich bezeichnet man Ärzte mit Vertragsbeziehungen zu zumindest einem gesetzlich eingerichteten Krankenversicherungsträger (z. B. der Österreichischen Gesundheitskasse (ÖGK) oder der Sozialversicherungsanstalt der Selbständigen) als Vertragsärzte.

## Aufgabe und Schließung einer Arztpraxis
Ärzte können ihre Arztpraxis an ihre Ehepartner oder Kinder weitergeben. Seit 2012 gilt dies auch für gleichgeschlechtliche Lebenspartner. Soweit Ärzte ihre Arztpraxis an Fremde verkaufen, haben seit 2012 kassenärztliche Vereinigungen ein Vorkaufsrecht. Sie müssen dem in Ruhestand gehenden Arzt ein vernünftiges Angebot vorlegen. Für Ärzte ist der Verkauf der an die Zulassung gebundenen Arztpraxis ein Teil der Altersvorsorge. Die Patientenkartei wird dabei in der Regel vom übernehmenden Arzt übernommen.

## Andere Heilberufe
Allgemeiner werden auch Behandlungsräume von Freiberuflern in anderen Heilberufen als „Praxis“ bezeichnet. So findet sich die zahnärztliche, tierärztliche und psychotherapeutische Praxis. In Bezug auf Berufe, die (in Deutschland) nicht der Approbationsordnung unterliegen, gibt es weiter etwa die ergotherapeutische, krankengymnastische, logopädische Praxis und schließlich die Heilpraktiker-Praxis.